# Aghiuță (revistă)
Aghiuță, subintitulată Foaie umoristică, satirică și critică, a fost o revistă publicată de B.P. Hasdeu la București, începând din 3 noiembrie 1863, săptămânal, duminica, în 8 pagini, iar de la nr. 23, din 27 aprilie 1864, până la nr. 28, din 21 mai 1864, de două ori pe săptămână, joia și duminica, în 4 pagini, tipărită în alfabetul latin.
Publicația și-a îndreptat critica împotriva coaliției burghezo-moșierești.

## Notă
1. ↑  „Teodor Vârgolici: B.P. Hasdeu și revista Aghiuță”. Arhivat din original la 22 ianuarie 2015. Accesat în 2 decembrie 2016.